# Temporada 1971-72 de los Baltimore Bullets
La temporada 1971-72 fue la undécima de los Baltimore Bullets en la NBA, y la octava en su localización de Baltimore, Maryland. La temporada regular acabó con 38 victorias y 44 derrotas, ocupando el tercer puesto de la Conferencia Este, alcanzando los playoffs, en los que cayeron en las Semifinales de Conferencia ante New York Knicks.

## Elecciones en elDraft
| Ronda | Puesto | Jugador      | Posición  | Nacionalidad   | Universidad   |
| ----- | ------ | ------------ | --------- | -------------- | ------------- |
| 1     | 9      | Stan Love    | Ala-Pívot | Estados Unidos | Oregon        |
| 3     | 43     | Rich Rinaldi | Escolta   | Estados Unidos | Saint Peter's |

## Temporada regular
| División Central    | División Central | División Central | División Central | División Central | División Central | División Central | División Central | División Central |
| Equipo              | G                | P                | %                | PD               | Casa             | Fuera            | Neutral          | Div              |
| ------------------- | ---------------- | ---------------- | ---------------- | ---------------- | ---------------- | ---------------- | ---------------- | ---------------- |
| y-Baltimore Bullets | 38               | 44               | .463             | –                | 18–15            | 16–24            | 4–5              | 9–9              |
| x-Atlanta Hawks     | 36               | 46               | .439             | 2                | 22–19            | 13–26            | 1–1              | 9–9              |
| Cincinnati Royals   | 30               | 52               | .366             | 8                | 20–18            | 8–32             | 2–2              | 11–9             |
| Cleveland Cavaliers | 23               | 59               | .280             | 15               | 13–28            | 8–30             | 2–1              | 9–11             |

## Playoffs

### Semifinales de Conferencia
Baltimore Bullets vs. New York Knicks 
| Fecha       | Partido                                    | Ciudad     |
| ----------- | ------------------------------------------ | ---------- |
| 31 de marzo | Baltimore Bullets 108, New York Knicks 105 | Baltimore  |
| 2 de abril  | New York Knicks 110, Baltimore Bullets 88  | Nueva York |
| 4 de abril  | Baltimore Bullets 104, New York Knicks 103 | Baltimore  |
| 6 de abril  | New York Knicks 104, Baltimore Bullets 98  | Nueva York |
| 9 de abril  | Baltimore Bullets 82, New York Knicks 106  | Baltimore  |
| 11 de abril | New York Knicks 107, Baltimore Bullets 101 | Nueva York |
|             | New York Knicks gana las series 4-2        |            |

## Estadísticas
| Rk | Jugador         | Edad | P  | PT | MP   | TC  | TCI  | %TC  | TL  | TLI | %TL  | RB   | AS  | FP  | PTS  |
| -- | --------------- | ---- | -- | -- | ---- | --- | ---- | ---- | --- | --- | ---- | ---- | --- | --- | ---- |
| 1  | Archie Clark    | 30   | 76 |    | 42.7 | 9.2 | 19.7 | .467 | 6.7 | 8.6 | .773 | 3.5  | 8.0 | 2.5 | 25.1 |
| 2  | Wes Unseld      | 25   | 76 |    | 41.7 | 5.4 | 10.8 | .498 | 2.3 | 3.6 | .629 | 17.6 | 3.7 | 2.9 | 13.0 |
| 3  | Jack Marin      | 27   | 78 |    | 37.5 | 8.8 | 18.5 | .478 | 4.6 | 5.1 | .894 | 6.8  | 2.2 | 3.1 | 22.3 |
| 4  | Earl Monroe     | 27   | 3  |    | 34.3 | 8.7 | 21.3 | .406 | 4.3 | 6.0 | .722 | 2.7  | 3.3 | 3.0 | 21.7 |
| 5  | Fred Carter     | 26   | 2  |    | 34.0 | 3.0 | 13.5 | .222 | 1.5 | 4.5 | .333 | 9.5  | 6.0 | 3.5 | 7.5  |
| 6  | Phil Chenier    | 21   | 81 |    | 30.6 | 5.0 | 12.1 | .415 | 2.2 | 3.0 | .737 | 3.3  | 2.5 | 2.4 | 12.3 |
| 7  | Dave Stallworth | 30   | 64 |    | 28.4 | 4.7 | 10.8 | .439 | 1.9 | 2.4 | .804 | 6.2  | 2.1 | 2.9 | 11.4 |
| 8  | Mike Riordan    | 26   | 54 |    | 24.9 | 4.2 | 9.0  | .469 | 1.6 | 2.3 | .683 | 2.4  | 2.3 | 2.4 | 10.0 |
| 9  | Kevin Loughery  | 31   | 2  |    | 21.0 | 2.0 | 8.5  | .235 | 2.5 | 4.0 | .625 | 2.5  | 4.0 | 2.5 | 6.5  |
| 10 | John Tresvant   | 32   | 65 |    | 18.9 | 2.5 | 5.5  | .450 | 1.9 | 2.3 | .818 | 5.0  | 1.3 | 2.7 | 6.8  |
| 11 | Stan Love       | 22   | 74 |    | 17.9 | 3.3 | 7.2  | .451 | 1.4 | 1.9 | .736 | 4.6  | 0.7 | 2.7 | 7.9  |
| 12 | Gus Johnson     | 33   | 39 |    | 17.1 | 2.6 | 6.9  | .383 | 1.1 | 1.6 | .683 | 5.8  | 1.3 | 2.3 | 6.4  |
| 13 | Gary Zeller     | 24   | 28 |    | 16.8 | 3.0 | 8.2  | .362 | 0.8 | 1.3 | .629 | 2.3  | 1.1 | 2.2 | 6.7  |
| 14 | Dorie Murrey    | 28   | 51 |    | 8.3  | 0.8 | 2.2  | .381 | 0.5 | 0.8 | .615 | 2.5  | 0.3 | 1.5 | 2.2  |
| 15 | Terry Driscoll  | 24   | 40 |    | 7.8  | 1.0 | 2.6  | .385 | 0.7 | 1.0 | .692 | 2.7  | 0.6 | 1.3 | 2.7  |
| 16 | Rich Rinaldi    | 22   | 39 |    | 4.1  | 1.1 | 2.7  | .404 | 0.5 | 0.8 | .667 | 0.5  | 0.4 | 0.6 | 2.7  |

## Galardones y récords
| Jugador      | Galardón                              |
| Archie Clark | 2.º Mejor quinteto de la NBA All-Star |
| Phil Chenier | Mejor quinteto de rookies de la NBA   |
| Jack Marin   | All-Star                              |
| Wes Unseld   | All-Star                              |